# Bram Schwarz
Bram Schwarz (28 aprile 1998) è un canottiere olandese, vincitore della medaglia d'argento nell'8 ai mondiali di Ottensheim 2019.

## Biografia
È figlio del canottiere Sven Schwarz e nipote di Ralph Schwarz, entrambi canottieri di caratura internazionale.
Ha rappresentato i Paesi Bassi ai Giochi olimpici estivi di Tokyo 2020, raggiungendo la finale nel'otto, in cui ha chiuso al quinto posto, con van den Ende, Knab, Tissen, van Dorp, Hurlmans, Versluis, Luecken, Berger.

## Palmarès
- Mondiali

Ottensheim 2019: argento nell'8;
- Europei

Lucerna 2019: bronzo nell'8;
Poznań 2020: bronzo nell'8;
Varese 2021: bronzo nell'8;